# Zygosepalum
Zygosepalum je rod orhideja iz tropske Južne Amerike smješten u podtribus Zygopetalinae, dio tribusa Cymbidieae.
Postoji osam priznatih vrsta.

## Vrste
1. Zygosepalum angustilabium (C.Schweinf.) Garay
2. Zygosepalum ballii (Rolfe) Garay
3. Zygosepalum kegelii (Rchb.f.) Rchb.f.
4. Zygosepalum labiosum (Rich.) C.Schweinf.
5. Zygosepalum lindeniae (Rolfe) Garay & Dunst.
6. Zygosepalum marginatum Garay
7. Zygosepalum revolutum Garay & G.A.Romero
8. Zygosepalum tatei (Ames & C.Schweinf.) Garay & Dunst.

## Sinonimi
- Menadenium Raf. ex Cogn.
- Weidmannia G.A.Romero & Carnevali